# Rafal dels Porcs
El Rafal dels Porcs és una possessió mallorquina del terme de Santanyí. Està situada al sud del llogaret dels Llombards, entre la possessió de sa Vallet, els establits de son Belard, es Rafal Genars i la costa. Té una superfície de 1634 quarterades (1.160 ha) fet que la converteix en la segona possessió en extensió del municipi.
El latifundi es va formar on hi havia l'antiga alqueria musulmana d'Aliauali. Durant l'edat mitjana es batejat en el nom actual i fou adquirida per diferents propietaris. Es creu que l'any 1265 ja se cita com a Rafal den Perchs i durant el segle XIV com a Rafal dels Corps. Durant el segle xix fou propietat dels marquesos de Barberà i més endavant dels comtes de Solterra. Les cases noves de la possessió es varen construir als anys 20 del segle xx, just al costat de les velles, de mida més petita i portal rodó. La finca del Rafal dels Porcs actualment també comprén l'antiga possessió de s'Almunia.
El litoral de la possessió ha restat sense urbanitzar i té un especial interés natural, està cobert per màquies de savines, ullastre, mata i pi blanc. Al llarg de la costa de Rafal dels Porcs podem trobar diferents entrants de la mar com són cala Màrmols i cala Figuereta.